# Fotboll vid olympiska sommarspelen 1960
Fotboll vid olympiska sommarspelen 1960 i Rom, Italien spelades 26 augusti-10 september 1960 och vanns av Jugoslavien före Danmark och Ungern.

## Spelplatser
| Ort      | Anläggningar       |
| -------- | ------------------ |
| Rom      | Stadio Flaminio    |
| Florens  | Stadio Comunale    |
| Grosseto | Stadio Comunale    |
| Livorno  | Stadio Ardenza     |
| Pescara  | Stadio Adriatico   |
| L'Aquila | Stadio Comunale    |
| Neapel   | Stadio Fuorigrotta |

## Medaljörer
| Gren   | Guld | Silver | Brons |
| Herrar | Jugoslavien Andrija Anković Vladimir Durković Milan Galić Fahrudin Jusufi Tomislav Knez Bora Kostić Aleksandar Kozlina Dušan Maravić Željko Matuš Željko Perušić Novak Roganović Velimir Sombolac Milutin Šoškić Silvester Takač Blagoje Vidinić Ante Žanetić | Danmark Poul Andersen John Danielsen Henning Enoksen Henry From Bent Hansen Poul Jensen Hans Christian Nielsen Harald Nielsen Flemming Nielsen Poul Pedersen Jørn Sørensen Tommy Troelsen Erik Gaardhøje Jørgen Hansen Henning Helbrandt Bent Krog Erling Linde Larsen Poul Mejer Finn Sterobo | Ungern Flórián Albert Jenő Dálnoki Zoltán Dudás János Dunai Lajos Faragó János Göröcs Ferenc Kovács Dezső Novák Pál Orosz László Pál Tibor Pál Gyula Rákosi Imre Sátori Ernő Solymosi Gábor Török Pál Várhidi Oszkár Vilezsál |

## Laguppställningar
Huvudartikel: Spelartrupper i fotboll vid olympiska sommarspelen 1960

## Första omgången

### Grupp A
| Nr | Lag                     | S | V | O | F | GM | IM | MS | P |
| -- | ----------------------- | - | - | - | - | -- | -- | -- | - |
| 1  | Jugoslavien             | 3 | 2 | 1 | 0 | 13 | 4  | +9 | 5 |
| 2  | Bulgarien               | 3 | 2 | 1 | 0 | 8  | 3  | +5 | 5 |
| 3  | Förenade arabrepubliken | 3 | 0 | 1 | 2 | 4  | 11 | −7 | 1 |
| 4  | Turkiet                 | 3 | 0 | 1 | 2 | 3  | 10 | −7 | 1 |

| 3         | 26 augusti 1960 | Bulgarien                              | 3 – 0           | Turkiet | Stadio Olimpico Carlo Zecchini                        |                                                       |
| 21:00 UTC | 21:00 UTC       | Todor Diev 13′, 58′ Hristo Hristov 67′ | (1 – 0) Rapport |         | Grosseto Publik: 3 760 Domare: Cesare Jonni (Italien) | Grosseto Publik: 3 760 Domare: Cesare Jonni (Italien) |
| 21:00 UTC | 21:00 UTC       |                                        |                 |         | Grosseto Publik: 3 760 Domare: Cesare Jonni (Italien) | Grosseto Publik: 3 760 Domare: Cesare Jonni (Italien) |
| 21:00 UTC | 21:00 UTC       |                                        |                 |         | Grosseto Publik: 3 760 Domare: Cesare Jonni (Italien) | Grosseto Publik: 3 760 Domare: Cesare Jonni (Italien) |

| 4         | 26 augusti 1960 | Jugoslavien                                                                                 | 6 – 1           | Förenade arabrepubliken | Stadio Adriatico                                                       |                                                                        |
| 21:00 UTC | 21:00 UTC       | El Sayed Rifai 3′ (sjm.) Milan Galić 30′ (str.) Bora Kostić 32′, 61′, 63′ Tomislav Knez 49′ | (3 – 0) Rapport | 72′ Raafat Attia        | Pescara Publik: 9 211 Domare: Reginald Leafe (England, Storbritannien) | Pescara Publik: 9 211 Domare: Reginald Leafe (England, Storbritannien) |
| 21:00 UTC | 21:00 UTC       |                                                                                             |                 |                         | Pescara Publik: 9 211 Domare: Reginald Leafe (England, Storbritannien) | Pescara Publik: 9 211 Domare: Reginald Leafe (England, Storbritannien) |
| 21:00 UTC | 21:00 UTC       |                                                                                             |                 |                         | Pescara Publik: 9 211 Domare: Reginald Leafe (England, Storbritannien) | Pescara Publik: 9 211 Domare: Reginald Leafe (England, Storbritannien) |

| 9         | 29 augusti 1960 | Bulgarien                                   | 2 – 0           | Förenade arabrepubliken | Stadio Tommaso Fattori                             |                                                    |
| 16:00 UTC | 16:00 UTC       | Georgi Naidenov Yordanov 42′ Todor Diev 88′ | (1 – 0) Rapport |                         | L'Aquila Publik: 1 634 Domare: Leo Helge (Danmark) | L'Aquila Publik: 1 634 Domare: Leo Helge (Danmark) |
| 16:00 UTC | 16:00 UTC       |                                             |                 |                         | L'Aquila Publik: 1 634 Domare: Leo Helge (Danmark) | L'Aquila Publik: 1 634 Domare: Leo Helge (Danmark) |
| 16:00 UTC | 16:00 UTC       |                                             |                 |                         | L'Aquila Publik: 1 634 Domare: Leo Helge (Danmark) | L'Aquila Publik: 1 634 Domare: Leo Helge (Danmark) |

| 11        | 29 augusti 1960 | Jugoslavien                                            | 4 – 0           | Turkiet | Stadio Artemio Franchi                                     |                                                            |
| 21:00 UTC | 21:00 UTC       | Bora Kostić 10′, 89′ Milan Galić 46′ Tomislav Knez 61′ | (1 – 0) Rapport |         | Florens Publik: 1 858 Domare: Vincenzo Orlandini (Italien) | Florens Publik: 1 858 Domare: Vincenzo Orlandini (Italien) |
| 21:00 UTC | 21:00 UTC       |                                                        |                 |         | Florens Publik: 1 858 Domare: Vincenzo Orlandini (Italien) | Florens Publik: 1 858 Domare: Vincenzo Orlandini (Italien) |
| 21:00 UTC | 21:00 UTC       |                                                        |                 |         | Florens Publik: 1 858 Domare: Vincenzo Orlandini (Italien) | Florens Publik: 1 858 Domare: Vincenzo Orlandini (Italien) |

| 20        | 1 september 1960 | Förenade arabrepubliken               | 3 – 3           | Turkiet                                          | Stadio Armando Picchi                                   |                                                         |
| 21:00 UTC | 21:00 UTC        | Raafat Attia 10′ Samir Kottb 58′, 65′ | (1 – 2) Rapport | 15′ Tahran 30′ Ugur Koken 69′ Ibrahim Yalcinkaya | Livorno Publik: 602 Domare: Lucien van Nuffel (Belgien) | Livorno Publik: 602 Domare: Lucien van Nuffel (Belgien) |
| 21:00 UTC | 21:00 UTC        |                                       |                 |                                                  | Livorno Publik: 602 Domare: Lucien van Nuffel (Belgien) | Livorno Publik: 602 Domare: Lucien van Nuffel (Belgien) |
| 21:00 UTC | 21:00 UTC        |                                       |                 |                                                  | Livorno Publik: 602 Domare: Lucien van Nuffel (Belgien) | Livorno Publik: 602 Domare: Lucien van Nuffel (Belgien) |

| 19        | 1 september 1960 | Jugoslavien               | 3 – 3           | Bulgarien                                   | Stadio Flaminio                                  |                                                  |
| 21:00 UTC | 21:00 UTC        | Milan Galić 50′, 57′, 69′ | (0 – 0) Rapport | 59′ Nikola Kovachev 81′, 89′ Spiro Debarski | Rom Publik: 7 994 Domare: Cesare Jonni (Italien) | Rom Publik: 7 994 Domare: Cesare Jonni (Italien) |
| 21:00 UTC | 21:00 UTC        |                           |                 |                                             | Rom Publik: 7 994 Domare: Cesare Jonni (Italien) | Rom Publik: 7 994 Domare: Cesare Jonni (Italien) |
| 21:00 UTC | 21:00 UTC        |                           |                 |                                             | Rom Publik: 7 994 Domare: Cesare Jonni (Italien) | Rom Publik: 7 994 Domare: Cesare Jonni (Italien) |

### Grupp B
| Nr | Lag            | S | V | O | F | GM | IM | MS | P |
| -- | -------------- | - | - | - | - | -- | -- | -- | - |
| 1  | Italien        | 3 | 2 | 1 | 0 | 9  | 4  | +5 | 5 |
| 2  | Brasilien      | 3 | 2 | 0 | 1 | 10 | 6  | +4 | 4 |
| 3  | Storbritannien | 3 | 1 | 1 | 1 | 8  | 8  | 0  | 3 |
| 4  | Taiwan         | 3 | 0 | 0 | 3 | 3  | 12 | −9 | 0 |

| 6         | 26 augusti 1960 | Brasilien                                              | 4 – 3           | Storbritannien                      | Stadio Armando Picchi                                           |                                                                 |
| 21:00 UTC | 21:00 UTC       | Gérson 2′ José Ricardo da Silva 61′, 72′ Wanderley 64′ | (1 – 1) Rapport | 32′, 87′ Robert Brown 47′ Jim Lewis | Livorno Publik: 13 590 Domare: Josef Kandlbinder (Västtyskland) | Livorno Publik: 13 590 Domare: Josef Kandlbinder (Västtyskland) |
| 21:00 UTC | 21:00 UTC       |                                                        |                 |                                     | Livorno Publik: 13 590 Domare: Josef Kandlbinder (Västtyskland) | Livorno Publik: 13 590 Domare: Josef Kandlbinder (Västtyskland) |
| 21:00 UTC | 21:00 UTC       |                                                        |                 |                                     | Livorno Publik: 13 590 Domare: Josef Kandlbinder (Västtyskland) | Livorno Publik: 13 590 Domare: Josef Kandlbinder (Västtyskland) |

| 5         | 26 augusti 1960 | Italien                                                      | 4 – 1           | Taiwan          | Stadio San Paolo                                  |                                                   |
| 21:00 UTC | 21:00 UTC       | Gianni Rivera 10′, 33′ Giovanni Fanello 49′ Ugo Tomeazzi 67′ | (2 – 1) Rapport | 29′ Chun Wa Mok | Neapel Publik: 36 092 Domare: Leo Helge (Danmark) | Neapel Publik: 36 092 Domare: Leo Helge (Danmark) |
| 21:00 UTC | 21:00 UTC       |                                                              |                 |                 | Neapel Publik: 36 092 Domare: Leo Helge (Danmark) | Neapel Publik: 36 092 Domare: Leo Helge (Danmark) |
| 21:00 UTC | 21:00 UTC       |                                                              |                 |                 | Neapel Publik: 36 092 Domare: Leo Helge (Danmark) | Neapel Publik: 36 092 Domare: Leo Helge (Danmark) |

| 10        | 29 augusti 1960 | Brasilien                                  | 5 – 0           | Taiwan | Stadio Flaminio                                |                                                |
| 16:00 UTC | 16:00 UTC       | Gérson 13′, 16′, 47′ Roberto Dias 73′, 87′ | (2 – 0) Rapport |        | Rom Publik: 6 367 Domare: Erlich (Jugoslavien) | Rom Publik: 6 367 Domare: Erlich (Jugoslavien) |
| 16:00 UTC | 16:00 UTC       |                                            |                 |        | Rom Publik: 6 367 Domare: Erlich (Jugoslavien) | Rom Publik: 6 367 Domare: Erlich (Jugoslavien) |
| 16:00 UTC | 16:00 UTC       |                                            |                 |        | Rom Publik: 6 367 Domare: Erlich (Jugoslavien) | Rom Publik: 6 367 Domare: Erlich (Jugoslavien) |

| 12        | 29 augusti 1960 | Italien                  | 2 – 2           | Storbritannien                     | Stadio Flaminio                                        |                                                        |
| 21:00 UTC | 21:00 UTC       | Giorgio Rossano 11′, 55′ | (1 – 1) Rapport | 23′ Robert Brown 75′ Patrick Hasty | Rom Publik: 19 431 Domare: Lucien van Nuffel (Belgien) | Rom Publik: 19 431 Domare: Lucien van Nuffel (Belgien) |
| 21:00 UTC | 21:00 UTC       |                          |                 |                                    | Rom Publik: 19 431 Domare: Lucien van Nuffel (Belgien) | Rom Publik: 19 431 Domare: Lucien van Nuffel (Belgien) |
| 21:00 UTC | 21:00 UTC       |                          |                 |                                    | Rom Publik: 19 431 Domare: Lucien van Nuffel (Belgien) | Rom Publik: 19 431 Domare: Lucien van Nuffel (Belgien) |

| 21        | 1 september 1960 | Italien                                    | 3 – 1           | Brasilien         | Stadio Artemio Franchi                                     |                                                            |
| 21:00 UTC | 21:00 UTC        | Gianni Rivera 69′ Giorgio Rossano 70′, 86′ | (1 – 0) Rapport | 4′ Valdir Pereira | Florens Publik: 24 903 Domare: Pierre Schwinte (Frankrike) | Florens Publik: 24 903 Domare: Pierre Schwinte (Frankrike) |
| 21:00 UTC | 21:00 UTC        |                                            |                 |                   | Florens Publik: 24 903 Domare: Pierre Schwinte (Frankrike) | Florens Publik: 24 903 Domare: Pierre Schwinte (Frankrike) |
| 21:00 UTC | 21:00 UTC        |                                            |                 |                   | Florens Publik: 24 903 Domare: Pierre Schwinte (Frankrike) | Florens Publik: 24 903 Domare: Pierre Schwinte (Frankrike) |

| 22        | 1 september 1960 | Storbritannien                                   | 3 – 2           | Taiwan                | Stadio Olimpico Carlo Zecchini                                |                                                               |
| 21:00 UTC | 21:00 UTC        | Jim Lewis 35′ Robert Brown 58′ Patrick Hasty 85′ | (1 – 0) Rapport | 70′, 80′ Chuk Yin Yiu | Grosseto Publik: 779 Domare: Josef Kandlbinder (Västtyskland) | Grosseto Publik: 779 Domare: Josef Kandlbinder (Västtyskland) |
| 21:00 UTC | 21:00 UTC        |                                                  |                 |                       | Grosseto Publik: 779 Domare: Josef Kandlbinder (Västtyskland) | Grosseto Publik: 779 Domare: Josef Kandlbinder (Västtyskland) |
| 21:00 UTC | 21:00 UTC        |                                                  |                 |                       | Grosseto Publik: 779 Domare: Josef Kandlbinder (Västtyskland) | Grosseto Publik: 779 Domare: Josef Kandlbinder (Västtyskland) |

### Grupp C
| Nr | Lag       | S | V | O | F | GM | IM | MS | P |
| -- | --------- | - | - | - | - | -- | -- | -- | - |
| 1  | Danmark   | 3 | 3 | 0 | 0 | 8  | 4  | +4 | 6 |
| 2  | Argentina | 3 | 2 | 0 | 1 | 6  | 4  | +2 | 4 |
| 3  | Polen     | 3 | 1 | 0 | 2 | 7  | 5  | +2 | 2 |
| 4  | Tunisien  | 3 | 0 | 0 | 3 | 3  | 11 | −8 | 0 |

| 7         | 26 augusti 1960 | Danmark                              | 3 – 2           | Argentina                           | Stadio Flaminio                                        |                                                        |
| 21:00 UTC | 21:00 UTC       | Sørensen 31′ Harald Nielsen 46′, 85′ | (1 – 1) Rapport | 20′ Juan Oleniak 88′ Carlos Bilardo | Rom Publik: 7 154 Domare: Francesco Liverani (Italien) | Rom Publik: 7 154 Domare: Francesco Liverani (Italien) |
| 21:00 UTC | 21:00 UTC       |                                      |                 |                                     | Rom Publik: 7 154 Domare: Francesco Liverani (Italien) | Rom Publik: 7 154 Domare: Francesco Liverani (Italien) |
| 21:00 UTC | 21:00 UTC       |                                      |                 |                                     | Rom Publik: 7 154 Domare: Francesco Liverani (Italien) | Rom Publik: 7 154 Domare: Francesco Liverani (Italien) |

| 1         | 26 augusti 1960 | Polen                                                    | 6 – 1           | Tunisien         | Stadio Flaminio                                       |                                                       |
| 16:00 UTC | 16:00 UTC       | Ernst Pohl 7′, 40′, 42′, 84′, 89′ Stanisław Hachorek 67′ | (3 – 1) Rapport | 3′ Brahim Kerrit | Rom Publik: 5 873 Domare: Concetto Lo Bello (Italien) | Rom Publik: 5 873 Domare: Concetto Lo Bello (Italien) |
| 16:00 UTC | 16:00 UTC       |                                                          |                 |                  | Rom Publik: 5 873 Domare: Concetto Lo Bello (Italien) | Rom Publik: 5 873 Domare: Concetto Lo Bello (Italien) |
| 16:00 UTC | 16:00 UTC       |                                                          |                 |                  | Rom Publik: 5 873 Domare: Concetto Lo Bello (Italien) | Rom Publik: 5 873 Domare: Concetto Lo Bello (Italien) |

| 14        | 29 augusti 1960 | Danmark                              | 2 – 1           | Polen       | Stadio Armando Picchi                                     |                                                           |
| 21:00 UTC | 21:00 UTC       | Harald Nielsen 15′ Poul Pedersen 86′ | (1 – 0) Rapport | 62′ Gadecki | Livorno Publik: 5 574 Domare: Concetto Lo Bello (Italien) | Livorno Publik: 5 574 Domare: Concetto Lo Bello (Italien) |
| 21:00 UTC | 21:00 UTC       |                                      |                 |             | Livorno Publik: 5 574 Domare: Concetto Lo Bello (Italien) | Livorno Publik: 5 574 Domare: Concetto Lo Bello (Italien) |
| 21:00 UTC | 21:00 UTC       |                                      |                 |             | Livorno Publik: 5 574 Domare: Concetto Lo Bello (Italien) | Livorno Publik: 5 574 Domare: Concetto Lo Bello (Italien) |

| 13        | 29 augusti 1960 | Tunisien          | 1 – 2           | Argentina             | Stadio Adriatico                                    |                                                     |
| 21:00 UTC | 21:00 UTC       | Brahim Kerrit 25′ | (1 – 1) Rapport | 15′, 82′ Juan Oleniak | Pescara Publik: 4 605 Domare: Istvan Zsolt (Ungern) | Pescara Publik: 4 605 Domare: Istvan Zsolt (Ungern) |
| 21:00 UTC | 21:00 UTC       |                   |                 |                       | Pescara Publik: 4 605 Domare: Istvan Zsolt (Ungern) | Pescara Publik: 4 605 Domare: Istvan Zsolt (Ungern) |
| 21:00 UTC | 21:00 UTC       |                   |                 |                       | Pescara Publik: 4 605 Domare: Istvan Zsolt (Ungern) | Pescara Publik: 4 605 Domare: Istvan Zsolt (Ungern) |

| 23        | 1 september 1960 | Argentina                       | 2 – 0           | Polen | Stadio San Paolo                                   |                                                    |
| 21:00 UTC | 21:00 UTC        | Juan Oleniak 38′ Raúl Pérez 55′ | (1 – 0) Rapport |       | Neapel Publik: 4 304 Domare: Suhli Garan (Turkiet) | Neapel Publik: 4 304 Domare: Suhli Garan (Turkiet) |
| 21:00 UTC | 21:00 UTC        |                                 |                 |       | Neapel Publik: 4 304 Domare: Suhli Garan (Turkiet) | Neapel Publik: 4 304 Domare: Suhli Garan (Turkiet) |
| 21:00 UTC | 21:00 UTC        |                                 |                 |       | Neapel Publik: 4 304 Domare: Suhli Garan (Turkiet) | Neapel Publik: 4 304 Domare: Suhli Garan (Turkiet) |

| 17        | 1 september 1960 | Danmark                                      | 3 – 1           | Tunisien          | ?                                                |                                                  |
| 16:00 UTC | 16:00 UTC        | Flemming Nielsen 24′ Harald Nielsen 27′, 88′ | (2 – 0) Rapport | 48′ Mancef Cherif | Publik: 1 204 Domare: Giulio Campanati (Italien) | Publik: 1 204 Domare: Giulio Campanati (Italien) |
| 16:00 UTC | 16:00 UTC        |                                              |                 |                   | Publik: 1 204 Domare: Giulio Campanati (Italien) | Publik: 1 204 Domare: Giulio Campanati (Italien) |
| 16:00 UTC | 16:00 UTC        |                                              |                 |                   | Publik: 1 204 Domare: Giulio Campanati (Italien) | Publik: 1 204 Domare: Giulio Campanati (Italien) |

### Grupp D
| Nr | Lag       | S | V | O | F | GM | IM | MS  | P |
| -- | --------- | - | - | - | - | -- | -- | --- | - |
| 1  | Ungern    | 3 | 3 | 0 | 0 | 15 | 3  | +12 | 6 |
| 2  | Frankrike | 3 | 1 | 1 | 1 | 3  | 9  | −6  | 3 |
| 3  | Peru      | 3 | 1 | 0 | 2 | 6  | 9  | −3  | 2 |
| 4  | Indien    | 3 | 0 | 1 | 2 | 3  | 6  | −3  | 1 |

| 8         | 26 augusti 1960 | Frankrike                           | 2 – 1           | Peru     | Stadio Artemio Franchi                             |                                                    |
| 21:00 UTC | 21:00 UTC       | André Giamarchi 67′ Yvon Quédec 90′ | (0 – 1) Rapport | 1′ Uribe | Florens Publik: 4 046 Domare: Erlich (Jugoslavien) | Florens Publik: 4 046 Domare: Erlich (Jugoslavien) |
| 21:00 UTC | 21:00 UTC       |                                     |                 |          | Florens Publik: 4 046 Domare: Erlich (Jugoslavien) | Florens Publik: 4 046 Domare: Erlich (Jugoslavien) |
| 21:00 UTC | 21:00 UTC       |                                     |                 |          | Florens Publik: 4 046 Domare: Erlich (Jugoslavien) | Florens Publik: 4 046 Domare: Erlich (Jugoslavien) |

| 2         | 26 augusti 1960 | Ungern                              | 2 – 1           | Indien                 | ?                                               |                                                 |
| 16:00 UTC | 16:00 UTC       | János Göröcs 23′ Flórián Albert 56′ | (1 – 0) Rapport | 79′ Tulsidas Balamaran | Publik: 4 118 Domare: Bahri Ben Said (Tunisien) | Publik: 4 118 Domare: Bahri Ben Said (Tunisien) |
| 16:00 UTC | 16:00 UTC       |                                     |                 |                        | Publik: 4 118 Domare: Bahri Ben Said (Tunisien) | Publik: 4 118 Domare: Bahri Ben Said (Tunisien) |
| 16:00 UTC | 16:00 UTC       |                                     |                 |                        | Publik: 4 118 Domare: Bahri Ben Said (Tunisien) | Publik: 4 118 Domare: Bahri Ben Said (Tunisien) |

| 15        | 29 augusti 1960 | Frankrike                                                                      | 1 – 1           | Indien                   | Stadio Olimpico Carlo Zecchini                       |                                                      |
| 21:00 UTC | 21:00 UTC       | Flórián Albert 17′, 87′ Gyula Rákosi 27′ János Göröcs 33′ János Dunai 46′, 63′ | (0 – 0) Rapport | 25′, 79′ Alberto Ramirez | Grosseto Publik: 907 Domare: Raymond Morgan (Kanada) | Grosseto Publik: 907 Domare: Raymond Morgan (Kanada) |
| 21:00 UTC | 21:00 UTC       |                                                                                |                 |                          | Grosseto Publik: 907 Domare: Raymond Morgan (Kanada) | Grosseto Publik: 907 Domare: Raymond Morgan (Kanada) |
| 21:00 UTC | 21:00 UTC       |                                                                                |                 |                          | Grosseto Publik: 907 Domare: Raymond Morgan (Kanada) | Grosseto Publik: 907 Domare: Raymond Morgan (Kanada) |

| 16        | 29 augusti 1960 | Ungern                                                                | 6 – 2           | Peru                     | Stadio San Paolo                                     |                                                      |
| 21:00 UTC | 21:00 UTC       | Flórián Albert 17′, 87′ Gyula Rákosi 27′ János Göröcs 33′ János Dunai | (3 – 1) Rapport | 25′, 79′ Alberto Ramírez | Neapel Publik: 8 068 Domare: Piero Bonetto (Italien) | Neapel Publik: 8 068 Domare: Piero Bonetto (Italien) |
| 21:00 UTC | 21:00 UTC       |                                                                       |                 |                          | Neapel Publik: 8 068 Domare: Piero Bonetto (Italien) | Neapel Publik: 8 068 Domare: Piero Bonetto (Italien) |
| 21:00 UTC | 21:00 UTC       |                                                                       |                 |                          | Neapel Publik: 8 068 Domare: Piero Bonetto (Italien) | Neapel Publik: 8 068 Domare: Piero Bonetto (Italien) |

| 24        | 1 september 1960 | Peru                                      | 3 – 1           | Indien        | Stadio Adriatico                                                             |                                                                              |
| 21:00 UTC | 21:00 UTC        | Nicolas Nieri 27′, 53′ Thomas Iwasaki 85′ | (1 – 0) Rapport | 88′ Balamaran | Pescara Publik: 1 673 Domare: Mahmoud Hussein Iman (Förenade Arabrepubliken) | Pescara Publik: 1 673 Domare: Mahmoud Hussein Iman (Förenade Arabrepubliken) |
| 21:00 UTC | 21:00 UTC        |                                           |                 |               | Pescara Publik: 1 673 Domare: Mahmoud Hussein Iman (Förenade Arabrepubliken) | Pescara Publik: 1 673 Domare: Mahmoud Hussein Iman (Förenade Arabrepubliken) |
| 21:00 UTC | 21:00 UTC        |                                           |                 |               | Pescara Publik: 1 673 Domare: Mahmoud Hussein Iman (Förenade Arabrepubliken) | Pescara Publik: 1 673 Domare: Mahmoud Hussein Iman (Förenade Arabrepubliken) |

| 18        | 1 september 1960 | Ungern                                                                      | 7 – 0           | Frankrike | Stadio Flaminio                                        |                                                        |
| 16:00 UTC | 16:00 UTC        | Flórián Albert 12′, 85′ 85′ János Göröcs 34′, 59′, 77′ János Dunai 41′, 79′ | (3 – 0) Rapport |           | Rom Publik: 5 238 Domare: Vincenzo Orlandini (Italien) | Rom Publik: 5 238 Domare: Vincenzo Orlandini (Italien) |
| 16:00 UTC | 16:00 UTC        |                                                                             |                 |           | Rom Publik: 5 238 Domare: Vincenzo Orlandini (Italien) | Rom Publik: 5 238 Domare: Vincenzo Orlandini (Italien) |
| 16:00 UTC | 16:00 UTC        |                                                                             |                 |           | Rom Publik: 5 238 Domare: Vincenzo Orlandini (Italien) | Rom Publik: 5 238 Domare: Vincenzo Orlandini (Italien) |

## Slutspel

### Slutspelsträd
|  | Semifinaler      | Semifinaler |   |        | Final       | Final |  |
|  |                  |             |   |        |             |       |  |
|  |                  |             |   |        |             |       |  |
|  | Italien          | 1           |   |        |             |       |  |
|  | Jugoslavien (LD) | 1           |   |        |             |       |  |
|  |                  |             |   |        |             |       |  |
|  |                  |             |   |        |             |       |  |
|  |                  |             |   |        | Jugoslavien | 3     |  |
|  |                  | Danmark     | 1 |        |             |       |  |
|  |                  |             |   |        |             |       |  |
|  |                  |             |   |        |             |       |  |
|  |                  |             |   |        | Bronsmatch  |       |  |
|  |                  |             |   |        |             |       |  |
|  | Danmark          | 2           |   | Ungern | 2           |       |  |
|  | Ungern           | 0           |   |        | Italien     | 1     |  |

### Semifinaler
| 25        | 5 september 1960 | Italien              | 00001 – 1 (e.fl.) | Jugoslavien      | Stadio San Paolo                                               |                                                                |
| 21:00 UTC | 21:00 UTC        | Paride Tumburus 109′ | (0 – 0) Rapport   | 107′ Milan Galić | Neapel Publik: 16 568 Domare: Josef Kandlbinder (Västtyskland) | Neapel Publik: 16 568 Domare: Josef Kandlbinder (Västtyskland) |
| 21:00 UTC | 21:00 UTC        |                      |                   |                  | Neapel Publik: 16 568 Domare: Josef Kandlbinder (Västtyskland) | Neapel Publik: 16 568 Domare: Josef Kandlbinder (Västtyskland) |
| 21:00 UTC | 21:00 UTC        |                      |                   |                  | Neapel Publik: 16 568 Domare: Josef Kandlbinder (Västtyskland) | Neapel Publik: 16 568 Domare: Josef Kandlbinder (Västtyskland) |

Jugoslavien vidare efter lottdragning
| 26        | 6 september 1960 | Danmark                                | 2 – 0           | Ungern | Stadio Flaminio                                                     |                                                                     |
| 21:00 UTC | 21:00 UTC        | Harald Nielsen 19′ Henning Enoksen 81′ | (1 – 0) Rapport |        | Rom Publik: 14 237 Domare: Reginald Leafe (England, Storbritannien) | Rom Publik: 14 237 Domare: Reginald Leafe (England, Storbritannien) |
| 21:00 UTC | 21:00 UTC        |                                        |                 |        | Rom Publik: 14 237 Domare: Reginald Leafe (England, Storbritannien) | Rom Publik: 14 237 Domare: Reginald Leafe (England, Storbritannien) |
| 21:00 UTC | 21:00 UTC        |                                        |                 |        | Rom Publik: 14 237 Domare: Reginald Leafe (England, Storbritannien) | Rom Publik: 14 237 Domare: Reginald Leafe (England, Storbritannien) |

### Match om tredjepris
| 27        | 9 september 1960 | Ungern                        | 2 – 1           | Italien          | Stadio Flaminio                                                     |                                                                     |
| 21:00 UTC | 21:00 UTC        | Pál Orosz 32′ János Dunai 69′ | (1 – 0) Rapport | 84′ Ugo Tomeazzi | Rom Publik: 18 972 Domare: Reginald Leafe (England, Storbritannien) | Rom Publik: 18 972 Domare: Reginald Leafe (England, Storbritannien) |
| 21:00 UTC | 21:00 UTC        |                               |                 |                  | Rom Publik: 18 972 Domare: Reginald Leafe (England, Storbritannien) | Rom Publik: 18 972 Domare: Reginald Leafe (England, Storbritannien) |
| 21:00 UTC | 21:00 UTC        |                               |                 |                  | Rom Publik: 18 972 Domare: Reginald Leafe (England, Storbritannien) | Rom Publik: 18 972 Domare: Reginald Leafe (England, Storbritannien) |

### Final
| 28        | 10 september 1960 | Jugoslavien                                     | 3 – 1           | Danmark              | Stadio Flaminio                                        |                                                        |
| 21:00 UTC | 21:00 UTC         | Milan Galić 1′ Željko Matuš 11′ Bora Kostić 69′ | (2 – 0) Rapport | 80′ Flemming Nielsen | Rom Publik: 23 042 Domare: Concetto Lo Bello (Italien) | Rom Publik: 23 042 Domare: Concetto Lo Bello (Italien) |
| 21:00 UTC | 21:00 UTC         |                                                 |                 |                      | Rom Publik: 23 042 Domare: Concetto Lo Bello (Italien) | Rom Publik: 23 042 Domare: Concetto Lo Bello (Italien) |
| 21:00 UTC | 21:00 UTC         |                                                 |                 |                      | Rom Publik: 23 042 Domare: Concetto Lo Bello (Italien) | Rom Publik: 23 042 Domare: Concetto Lo Bello (Italien) |